# Pedro A. Galván
Pedro Alcántara Galván (Irapuato, Guanajuato, 1833 - Guadalajara, 1892) fue un político y militar mexicano, que ejerció como gobernador de los estados de Colima y Jalisco.
Luchó a favor de la Reforma dictada por Benito Juárez y en contra del Imperio impuesto por Napoleón III y gobernado por Maximiliano I de México. Fue Diputado por Jalisco en 1875, Senador por Colima en 1877 y Gobernador de Colima en 1879. Como gobernador se dedicó más al embellecimiento de la Ciudad que a otros problemas. En Manzanillo, fue administrador de la Aduana debiéndose a su iniciativa la plaza de allí. Nuevamente Senador en 1882 por Colima y Gobernador de Jalisco en 1889 a la muerte del General Ramón Corona. Finalmente murió en 1892.

## Carrera militar
Pedro Galván comenzó su carrera militar en 1854 bajo órdenes del general Pedro Ogazón y llegó a general de brigada al luchar junto con los liberales en las guerras de Reforma e Intervención, donde perdió una pierna en batalla. En 1872, durante el Plan de La Noria, desembarcó con Porfirio Díaz en Manzanillo (Colima), en ruta hacia Jalisco.

## Carrera política
Fue elegido diputado federal para Jalisco en 1875 y más tarde fue elegido como segundo senador para el estado en 1877. El 13 de julio del mismo año, fue declarado Ciudadano de Colima por decreto del gobierno.
Debido a dificultades en el Congreso de México, el Senado suspendió la autoridad del gobierno de Colima, por lo que se le declaró Gobernador de Colima con carácter de provisional (17 de junio – 27 de septiembre de 1880). Como gobernador, contribuyó a la elección del general Manuel González para presidente, convocó elecciones locales, y embelleció la Plaza Libertad. Era reconocido por su honradez, y por su carácter franco y caballeroso. Al retirarse de la gobernatura fue Administrador de la Aduana Marítima en Manzanillo y luego fue reelegido como Senador en 1882.
En 1889 fue gobernador interino del Estado de Jalisco. Tras la muerte del general Ramón Corona, fue nombrado Gobernador de Jalisco en 1891, falleciendo durante el desempeño de sus funciones en 1892.